# Заручье (Сланцевский район)
Заручье — деревня в Старопольском сельском поселении Сланцевского района Ленинградской области.

## История
Деревня Заручье (Сибиж) и при ней Доложский погост, упоминаются на карте Санкт-Петербургской губернии Ф. Ф. Шуберта 1834 года.

ЗАРУЧЬЯ — деревня принадлежит ведомству Павловского городового правления, число жителей по ревизии: 63 м. п., 60 ж. п.

В оной церковь деревянная во имя Успения Божией Матери и Архистратига Михаила (1838 год)

Как деревня Заручье и при ней погост Доложской, она отмечена на карте профессора С. С. Куторги 1852 года.

ЗАРУЧЬЕ — деревня Павловского городового правления, по просёлочной дороге, число дворов — 18, число душ — 59 м. п. (1856 год)

ЗАРУЧЬЕ (СЕБЕЖ) — деревня Павловского городового правления при речке Долгой, число дворов — 20, число жителей: 68 м. п., 72 ж. п.

ДОЛОЦКО (ДОЛОЖСКИЙ, МИХАЙЛОВСК) — погост при озере Долгом, число дворов — 6, число жителей: 18 м. п., 18 ж. п.; Церквей православных две. (1862 год) 

Сборник Центрального статистического комитета описывал её так:

ЗАРУЧЬЯ (СЕБЕЖ) — деревня бывшая владельческая при озере Долгом, дворов — 28, жителей — 169; волостное правление, часовня, 2 лавки, постоялый двор, ярмарка в первое воскресенье великого поста, 25 марта, 15 августа и 1 октября. (1885 год)

В XIX — начале XX века деревня административно относилась к Константиновской волости 1-го земского участка 1-го стана Гдовского уезда Санкт-Петербургской губернии.
Согласно Памятной книжке Санкт-Петербургской губернии 1905 года деревня образовывала Заручевское сельское общество.
До марта 1917 года деревня находилась в составе Константиновской волости Гдовского уезда.
С марта 1917 года, в составе Заручьевского сельсовета Доложской волости.

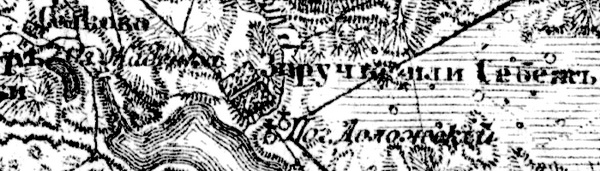
Деревня Заручье на карте 1919 года

Согласно карте Петроградской и Эстляндской губерний издания 1919 года деревня называлась Заручье или Себеж. Близ деревни находился Погост Доложский и две церкви.
С февраля 1927 года, в составе Выскатской волости.
С августа 1927 года, в составе Рудненского района.
В 1928 году население деревни составляло 285 человек.
По данным 1933 года деревня Заручье являлась административным центром Заручьевского сельсовета Рудненского района, в который входили 13 населённых пунктов, деревни: Борисова Гора, Бор, Борки, Говорово, Гривцова Гора, Заручье, Лосева Гора, Лужок, Максимова Гора, Петровка, Русско, Селково, Стрежин Лог, общей численностью населения 2116 человек. С августа 1933 года, в составе Осьминского района.
По данным 1936 года в состав Заручьёвского сельсовета Осьминского района входили 23 населённых пункта, 429 хозяйств и 11 колхозов.
С 1 августа 1941 года по 31 января 1944 года германская оккупация.
С 1961 года в составе Заручьевского сельсовета Сланцевского района.
С 1963 года в составе Кингисеппского района.
По состоянию на 1 августа 1965 года деревня Заручье являлась административным центром Заручьевского сельсовета Кингисеппского района. С ноября 1965 года, вновь в составе Сланцевского района. В 1965 году население деревни составляло 89 человек.
По данным 1973 года деревня Заручье являлась административным центром Заручьевского сельсовета Сланцевского района.
По данным 1990 года деревня Заручье входила в состав Старопольского сельсовета.
В 1997 году в деревне Заручье Старопольской волости проживал 31 человек, в 2002 году — 19 человек (русские — 79 %).
В 2007 году в деревне Заручье Старопольского СП проживали 28 человек, в 2010 году — 30 человек.

## География
Деревня расположена в юго-восточной части района на автодороге 41К-163 (Менюши — Заручье — Каменец), в месте примыкания к ней автодороги 41К-162 (Заручье — Шавково).
Расстояние до административного центра поселения — 15 км. Расстояние до районного центра — 49 км.
Расстояние до ближайшей железнодорожной платформы Сланцы — 52 км.
Деревня находится на северном берегу озера Долгое.

## Демография
| 1862 | 2007 | 2010 | 2017 |
| ---- | ---- | ---- | ---- |
| 140  | ↘28  | ↗29  | ↗30  |

## Памятники архитектуры
- Церковь Успения Пресвятой Богородицы (построийка середины XIX века).